# Ковальський Микола Миколайович
Микола Миколайович Ковальський (4 травня 1885, Баїв, Луцький повіт, Волинська губернія — 28 грудня 1944) — український громадсько-політичний і державний діяч.

## Біографія

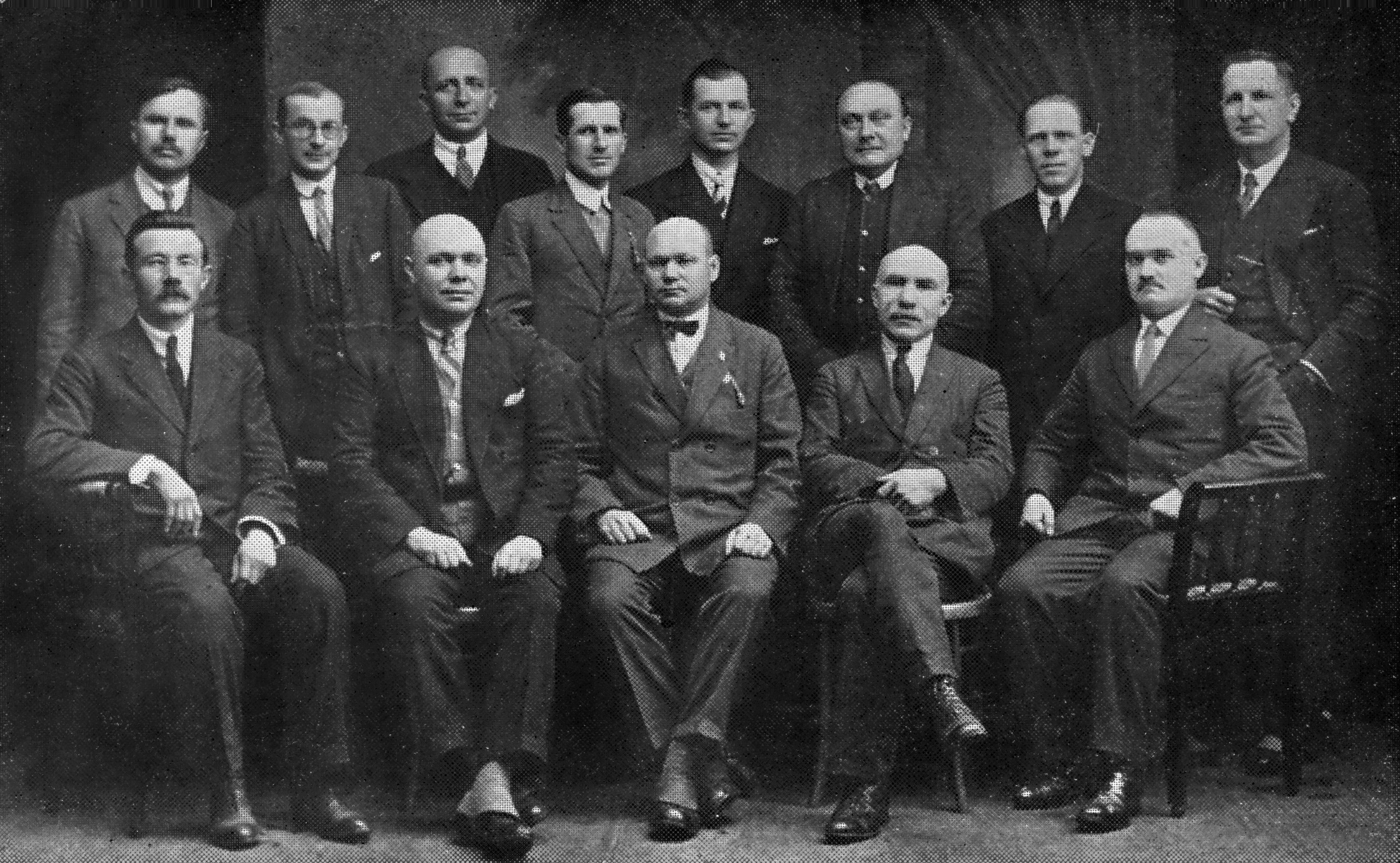
Члени Конференції УСДРП в Подєбрадах 1926 р. Микола Ковальський сидить зправа.

Народився у 1885 році на Волині. Брат Павло Миколайович Ковальський — закінчив Київський університет Святого Володимира, племінник Микола Павлович Ковальський доктор історичних наук, професор, заслужений діяч науки і техніки України.
З 1916 член Революційної Української Партії, пізніше — Української соціал-демократичної робітничої партії (УСДРП). З квітня 1917 входив до складу Української Центральної Ради. З 1918 по 1920 очолював Департамент Державного Контролю УНР. З 1920 в еміграції жив у Польщі. Був головою Українського Центрального Комітету у Варшаві. З 1939 співпрацював з українським рухом Опору, за що був заарештований гітлерівцями. 28 грудня 1944 року загинув у фашистському концтаборі Дахау (Німеччина).